# Domein Paridant
Het Domein Paridant is een kasteeldomein in de tot het Brussels Hoofdstedelijk Gewest behorende plaats Ukkel, gelegen aan de Groeselenbergstraat 52.
Het domein bestaat uit een plateau van 4 ha met steile, beboste hellingen. Hierin ligt een bakstenen kasteel dat in 1898 eeuw in Vlaamse neorenaissancestijl werd gebouwd in opdracht van Henri Paridant, die advocaat was te Brussel en het kasteeltje als zomerverblijf benutte. Architect was Théo Van Mol. Het kasteeltje, Kasteel Groeselenberg genaamd, kenmerkt zich door trapgevels en een vierkante toren met overkragend tentdak.
Het domein ligt ten oosten van het Wolvendaelpark.